# ソン・ジュア

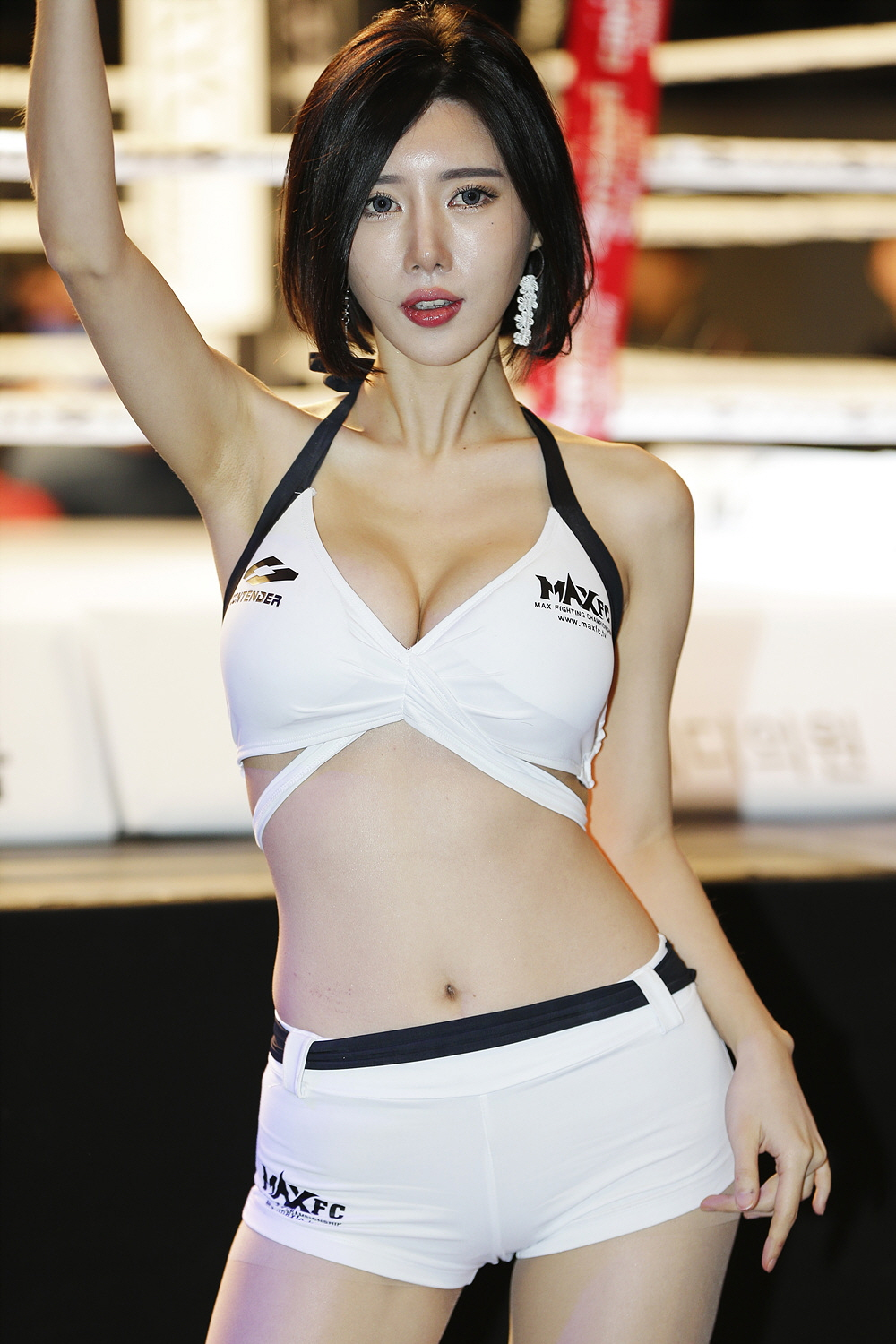
2018年

ソン・ジュア（송주아、1990年2月25日 - ）は、韓国のレースクイーン。慶尚南道昌原市出身。

## 出演

### レースクイーン
- 2019年- プレイエキスポジェニックス
- 2019年 - ソウルモーターショージェニックス
- 2018年- 釜山国際ボートショー
- 2018年- 京畿国際ボートショー
- 2018年- オートウィークロードパワー
- 2018年- ソウルオートサロン
- 2017年- オートモーティブウィークハマー
- 2017年- ソウルオートサロンナノフュージョンXダブルアイアル
- 2017年- 菅門レーシングチーム
- 2017年- 釜山国際ボートショー
- 2017年- ソウルモーターショー「フラックス」
- 2016年- 仁川コリアチューニングフェスティバル
- 2016年- オートモーティブウィーク準フィティッド
- 2016年- ソウルオートサロンオンディル
- 2016年- プレイエキスポギガバイト
- 2016年- 国際グリーンエネルギーエキスポ
- 2016年- 釜山国際ボートショー
- 2015年- ジスタギガバイト
- 2015年- アウトドアモーターショー
- 2015年- ヒュンダイ起亜研究開発モーターショー
- 2015年- オートモーティブウィークルーカス
- 2015年- ソウルオートサロンKW
- 2015年- 韓国ジュエリーフェア
- 2015年- 第8回京畿国際ボートショー
- 2015年- コリアスピードフェスティバル
- 2015年- ソウルモーターショーホイールボレー
- 2014年- ハーバーズゲートストリートモーターショー

## 受賞歴
- 2015年- 第4回韓国レーシングモデルアワーズ最高新人人気賞